# Rwanda na Mistrzostwach Świata w Lekkoatletyce 2017
Rwanda na Mistrzostwach Świata w Lekkoatletyce 2017 – reprezentacja Rwandy podczas mistrzostw świata w Londynie liczyła 1 zawodniczkę, która nie zdobyła medalu.

## Skład reprezentacji

### Kobiety
| Zawodniczka         | Konkurencja           | Finał    | Finał   |
| Zawodniczka         | Konkurencja           | Wynik    | Pozycja |
| ------------------- | --------------------- | -------- | ------- |
| Salomé Nyirarukundo | Bieg na 10 000 metrów | 32:45,95 | 25.     |